# 올리브섬

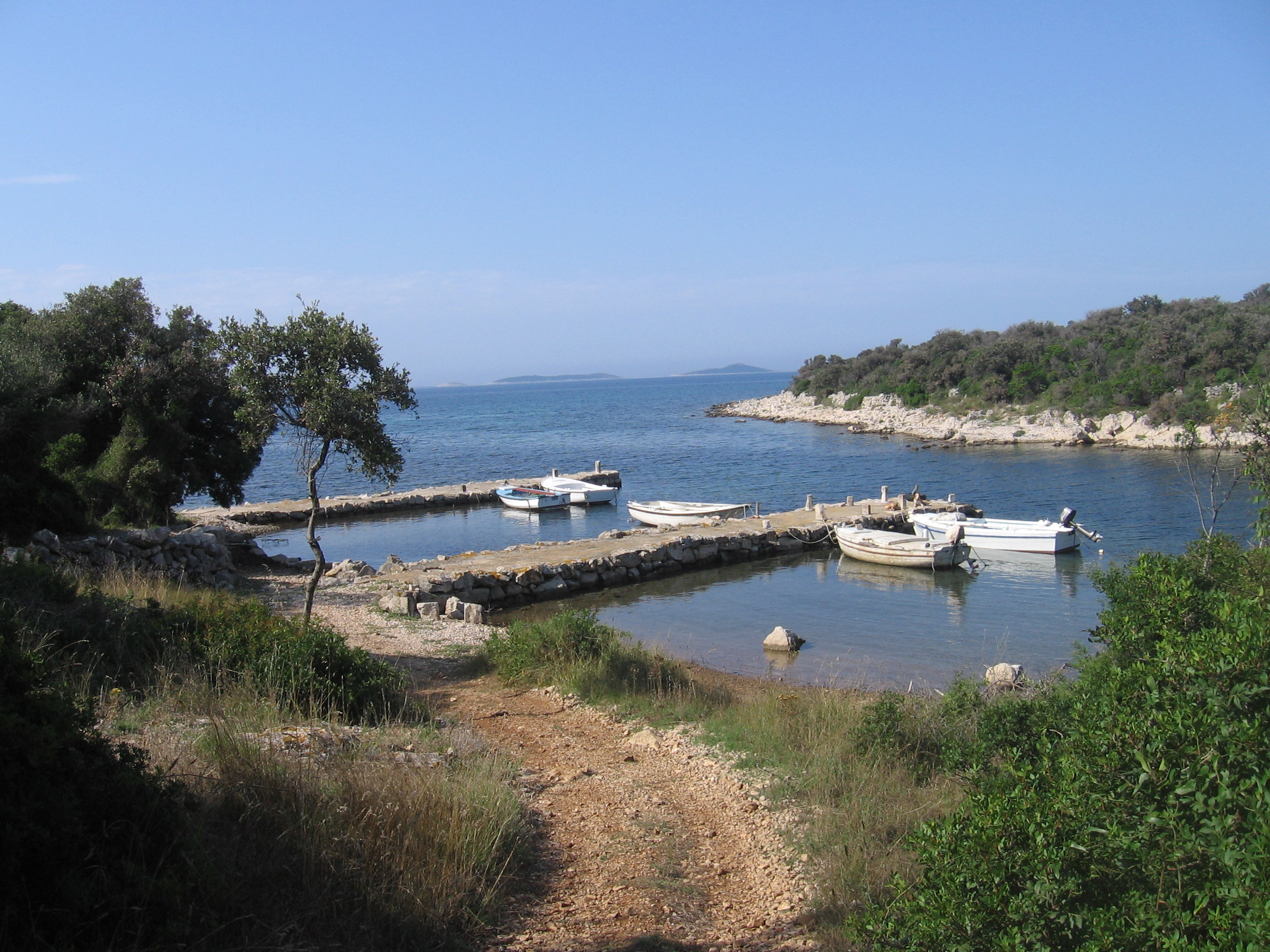
올리브섬

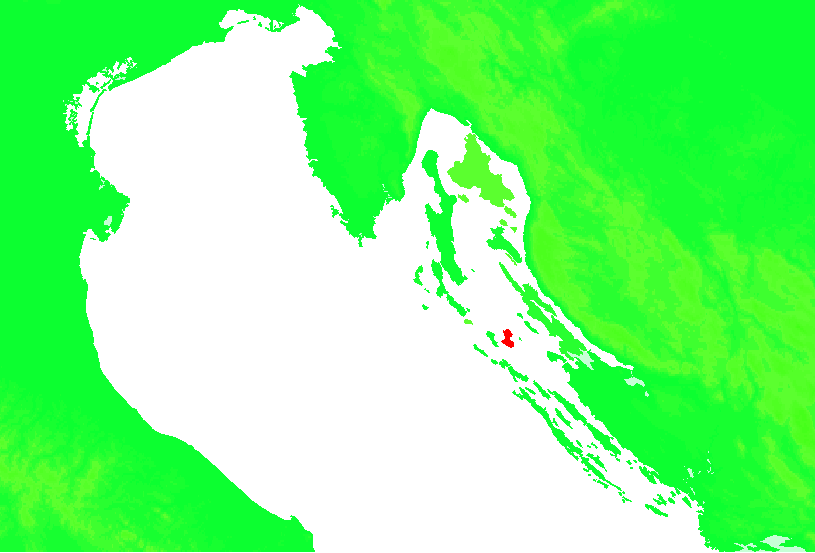
올리브섬의 위치

올리브섬(크로아티아어: Olib, 이탈리아어: Ulbo)은 아드리아해에 위치한 크로아티아의 섬으로 면적은 26.14km2, 높이는 74m, 인구는 140명(2011년 기준), 인구 밀도는 5.3명/km2이다. 행정 구역상으로는 자다르주에 속하며 달마티아 북부에 위치한다. 자다르의 북서쪽, 파그섬의 남서쪽, 로신섬의 남동쪽, 실바섬의 동쪽에 위치한다.
로마 제국 시대부터 사람이 살았으며 10세기 문헌에서 알로에프섬(Aloep)이라는 이름으로 등장했다. 15세기 중반부터 후반까지 있었던 오스만 제국의 침공을 계기로 크로아티아인들이 섬에 정착했다.